# Джоанна Сторм
Джоанна Сторм (англ. Joanna Storm, род. 23 августа 1958, Сан-Диего, Калифорния) — бывшая американская порноактриса, член зала славы XRCO.

## Биография
Родилась 23 августа 1958 года в Сан-Диего, Калифорния. Росла у приёмных родителей, которые удочерили её в возрасте четырёх дней. Приёмная мать Джоанны умерла, когда ей было всего пять лет, а приёмный отец был бывшим контрабандистом, который поступил на военную службу в возрасте пятнадцати лет и служил на флоте в течение двадцати лет, а также работал детективом и телохранителем мафиози. Джоанна росла сорванцом, обожавшим ездить на велосипеде, кататься на лошадях и на роликах. К тому же, она росла в самых разных семьях на протяжении своего бурного детства. В тринадцать лет Джоанна ушла из дома и большую часть подросткового возраста провела на улице. В это время она также изготавливала ангельскую пыль, продавала марихуану морякам на пирсе и даже перевозила пулемёты через мексиканскую границу. В пятнадцать лет Джоана вышла замуж за семнадцатилетнего мужчину. После того, как её муж был арестован и отправлен в тюрьму, Сторм отправилась в Коди, штат Вайоминг, и устроилась барменом, прежде чем снова переехать в Техас, где она работала в баре под названием Water Hole.
В конце концов Джоанна в третий раз переехала в Хьюстон, штат Техас, и устроилась в бар, где впервые начала танцевать. После развода Джоанна работала эротической танцовщицей и стриптизершей в как Хьюстоне (Техас), Нью-Йорке, на Аляске и в Лас-Вегасе. В конечном итоге она вернулась в Сан-Диего в начале 1980-х годов и стала сниматься в фильмах для взрослых после того, как владелец клуба Сан-Диего организовал ей прослушивание в Лос-Анджелесе. Дебют в порноиндустрии состоялся в 1982 году, когда Джоанне было 24 года. Первым фильмом стал All American Girls. Джоанна начала играть в откровенных X-фильмах и сниматься для различных мужских журналов. Снималась для таких студий, как Score, VCA Pictures, Caballero, Arrow Productions, Cal Vista, Odyssey, Metro, Western Visuals, Video-X-Pix, Command Video, Channel 69, Rainbow, Pink Video, Lethal Hardcore и Vivid.
Дважды была номинирована на AVN Awards в категории «лучшая актриса»: в 1985 году за Firestorm и в 1988 году за Crazy with the Heat.
Кроме того, она переехала в Нью-Йорк, где работала танцовщицей на 42-й улице, а также продолжала сниматься в хардкорных фильмах. После ухода из индустрии около 1987 года, Сторм переехала в Нью-Мексико, где работала в качестве учителя замены в государственной школе и на смене кладбища, загружая газеты в грузовики, а также продавала мобильные дома и страхование жизни, прежде чем продолжить прежнюю карьеру танцовщицы и ненадолго вернуться в порноиндустрию в конце 2000-х годов, уже в амплуа «пумы». Затем после нескольких записей Джоанна ушла из индустрии окончательно и живёт в артистической общине. У Сторм есть три дочери и внук. За два этапа карьеры она снялась в 122 фильмах.

## Награды и номинации
| Год  | Церемония  | Результат | Номинация                                 | Работа              |
| ---- | ---------- | --------- | ----------------------------------------- | ------------------- |
| 1985 | AVN Awards | Номинация | Лучшая актриса                            | Firestorm           |
| 1985 | XRCO Award | Номинация | Лучшая непристойная лесбийская секс-сцена | Private Teacher     |
| 1985 | XRCO Award | Номинация | Лучшая сцена группового секса             | Great Sexpectations |
| 1988 | AVN Awards | Номинация | Лучшая актриса                            | Crazy with the Heat |
| 2009 | XRCO Award | Победа    | Зал славы XRCO                            | н/д                 |

## Избранная фильмография
- Ball Busters[7]
- Deep Inside Joanna Storm[8]
- Ecstasy Girls 2[9]
- First Time Lesbians[10]
- Great Sexpectations[11]
- Hot Dreams,[12]
- Lesbo Love Park[13]
- Nasty Girls,[14]
- Personal Touch 2[15]
- Sexcapades[16]
- Throat[17]
- Unleashed Lust[18]
- Wild Things 2[19].